# Тухтасинов, Умарбек
Умарбек Тухтасинов (узб. Umarbek To'xtasinov; 18 октября 1990) — узбекистанский футболист, нападающий.

## Биография
Большую часть своей карьеры выступал в низших лигах Узбекистана. В 2016 году играл в первой лиге за «Нарын» (Хаккулабад) и стал со своим клубом серебряным призёром турнира. Участник переходного матча за право играть в высшей лиге, в котором его клуб уступил «Навбахору».
В 2017 году перешёл в киргизский клуб «Алай» (Ош), в том же сезоне стал чемпионом Кыргызстана, обладателем Суперкубка и финалистом Кубка страны. В Кубке АФК сыграл 6 матчей и забил один гол.
В 2018 году снова был в составе «Нарына».